# Leri Gogoladze
Leri Gogoladze, gruz. ლერი გოგოლაძე (ur. 1 kwietnia 1938 w Tbilisi) – radziecki i gruziński piłkarz wodny, bramkarz. W barwach ZSRR srebrny medalista olimpijski z Rzymu.
Zawody w 1960 były jego jedynymi igrzyskami olimpijskimi. Był srebrnym medalistą mistrzostw Europy w 1962.